# Hraczia Markarian
Hraczia Markarian (orm. Հրաչյա Մարգարյան; ur. 23 listopada 1999) – ormiański zapaśnik startujący w stylu wolnym.
Srebrny medalista Igrzysk frankofońskich w 2023.
Drugi na ME U-23 w 2022. Mistrz Europy juniorów w 2019 roku